# José Fernández Arteaga
José Fernández Arteaga (ur. 12 września 1933 w Santa Inés, zm. 17 grudnia 2021 tamże) – meksykański duchowny rzymskokatolicki, w latach 1991–2001 arcybiskup Chihuahua.

## Życiorys
Święcenia kapłańskie przyjął 4 kwietnia 1957. 13 lipca 1974 został prekonizowany biskupem Apatzingán. Sakrę biskupią otrzymał 12 września 1974. 8 lutego 1980 został mianowany biskupem Colima, a 20 grudnia 1988 koadiutorem archidiecezji Chihuahua. 24 czerwca 1991 objął urząd arcybiskupa Chihuahua. 29 września 2009 przeszedł na emeryturę.